# Stocksundet
Snorre Sturlassons Stocksundet, se Norrström

Stocksundet är ett sund som förbinder Lilla Värtan med Edsviken och utgör gräns mellan Danderyds och Solna kommuner. På den södra sidan, i Solna, ligger Bergshamra och Stocksundstorp. På den norra sidan, i Danderyd, ligger Inverness och Sikreno, som är delar av Stocksund. Stocksundet är cirka 2000 meter långt och mellan 90 och 250 meter brett, djupet varierar mellan 6,0 och 15,0 meter.
| Stocksundets västra del med Bergshamra vattentorn och Stocksundets östra del, vy mot norr, september 2012. |  | Stocksundets västra del med Bergshamra vattentorn och Stocksundets östra del, vy mot norr, september 2012. |
| Stocksundets västra del med Bergshamra vattentorn och Stocksundets östra del, vy mot norr, september 2012. |  | |

## Historik

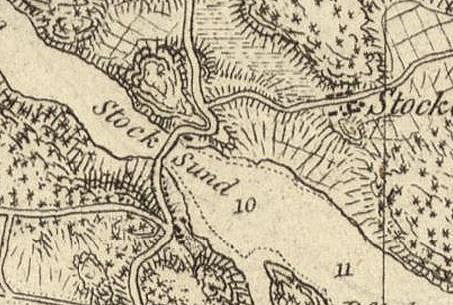
Stocksundet 1817.

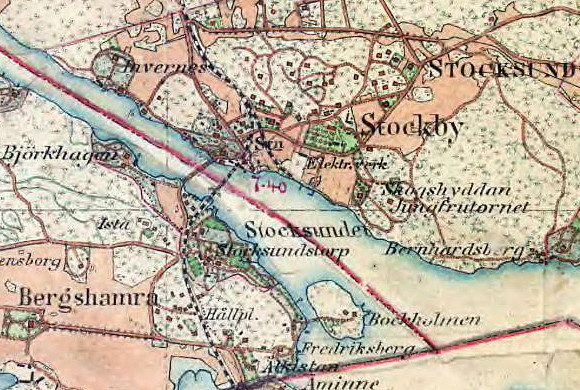
Stocksundet 1901.

Sundet antas ha fått sitt namn av de hinder i form av stockar som i händelse av ofred bör ha lagts ut i sundet för att stoppa fientlig sjöfart; jämför stäk och Stäketsundet. Namnet har sedan i modifierad form kommit att ingå i namnen på samhällena Stocksund på sundets norra strand och Stocksundstorp på den södra. Det inspirerade också till utformningen av det heraldiska vapen som 1955-1966 gällde för Stocksunds köping.

## Broarna över Stocksundet
Under 1600-talet fanns en färjeförbindelse över sundet. År 1715 byggdes en första provisorisk bro, som året därpå ersattes av bättre flottbro. Nästa bro, som var fast och stod på stenkistor, stod klar år 1826. Den var i funktion som landsvägsbro under mer än 100 år. Mellan 1934 och 1936 uppfördes en större bågbro strax väster om den gamla, den senare fanns dock kvar för gångtrafik fram till vintern 1957/58. I samband med att Roslagsbanan drogs fram byggdes en järnvägsbro som stod klar 1885. Den revs drygt 100 år senare, sedan den nya järnvägsbron tagits i bruk.
Idag finns tre brosträckningar över sundet; i väster en bro för Stockholms tunnelbanans Röda linjen (invigd 1978), och i öster en ny bro för järnvägstrafiken på Roslagsbanan (invigd 1996). Mellan dem går en motorvägsbro, för landsvägstrafiken på E18 och som invigdes i början på 1990-talet. Fotgängare och cyklister är hänvisade till gångvägar intill motorvägen.

## Bilder

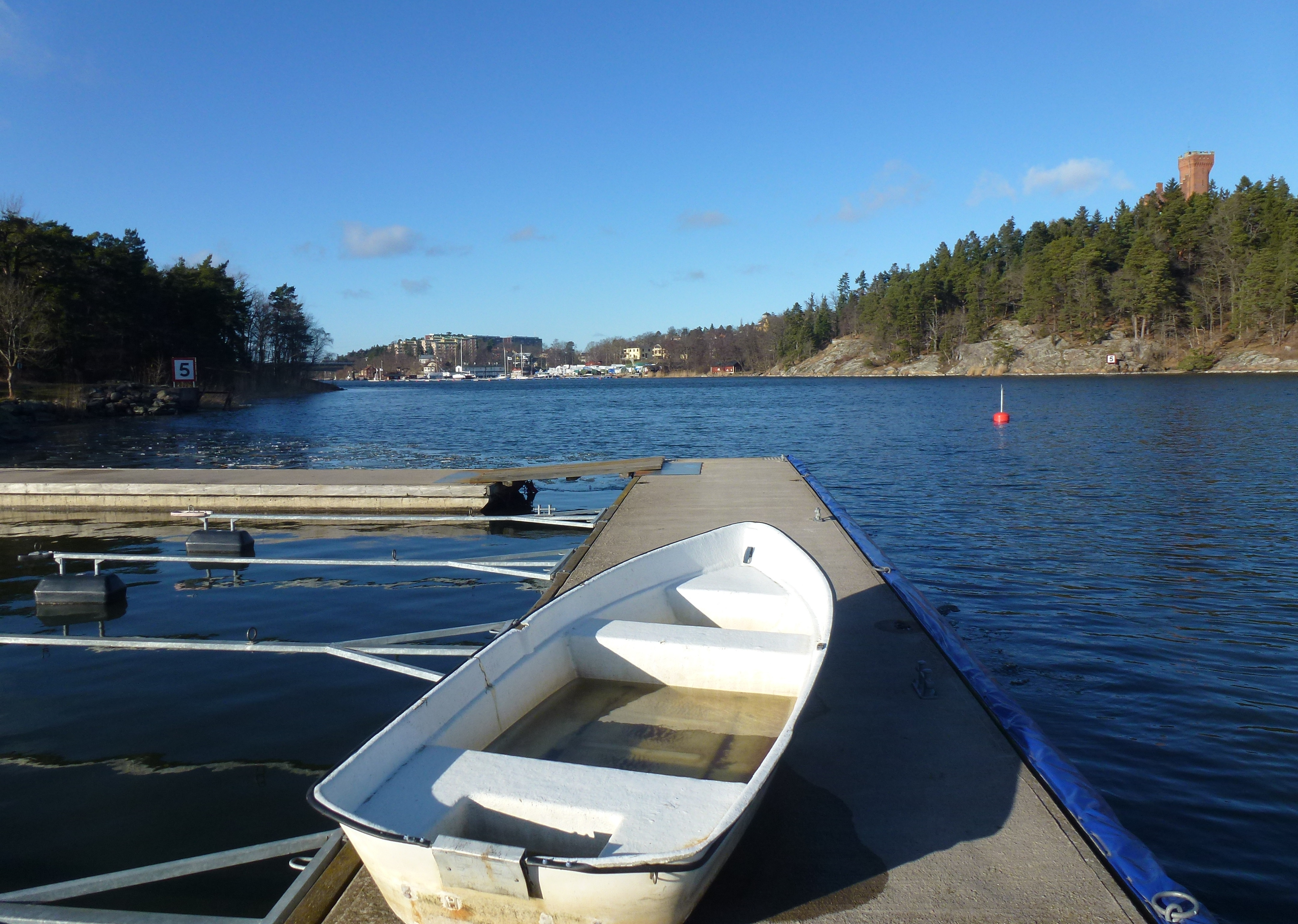
Stocksundet sett från ost (Bockholmen)
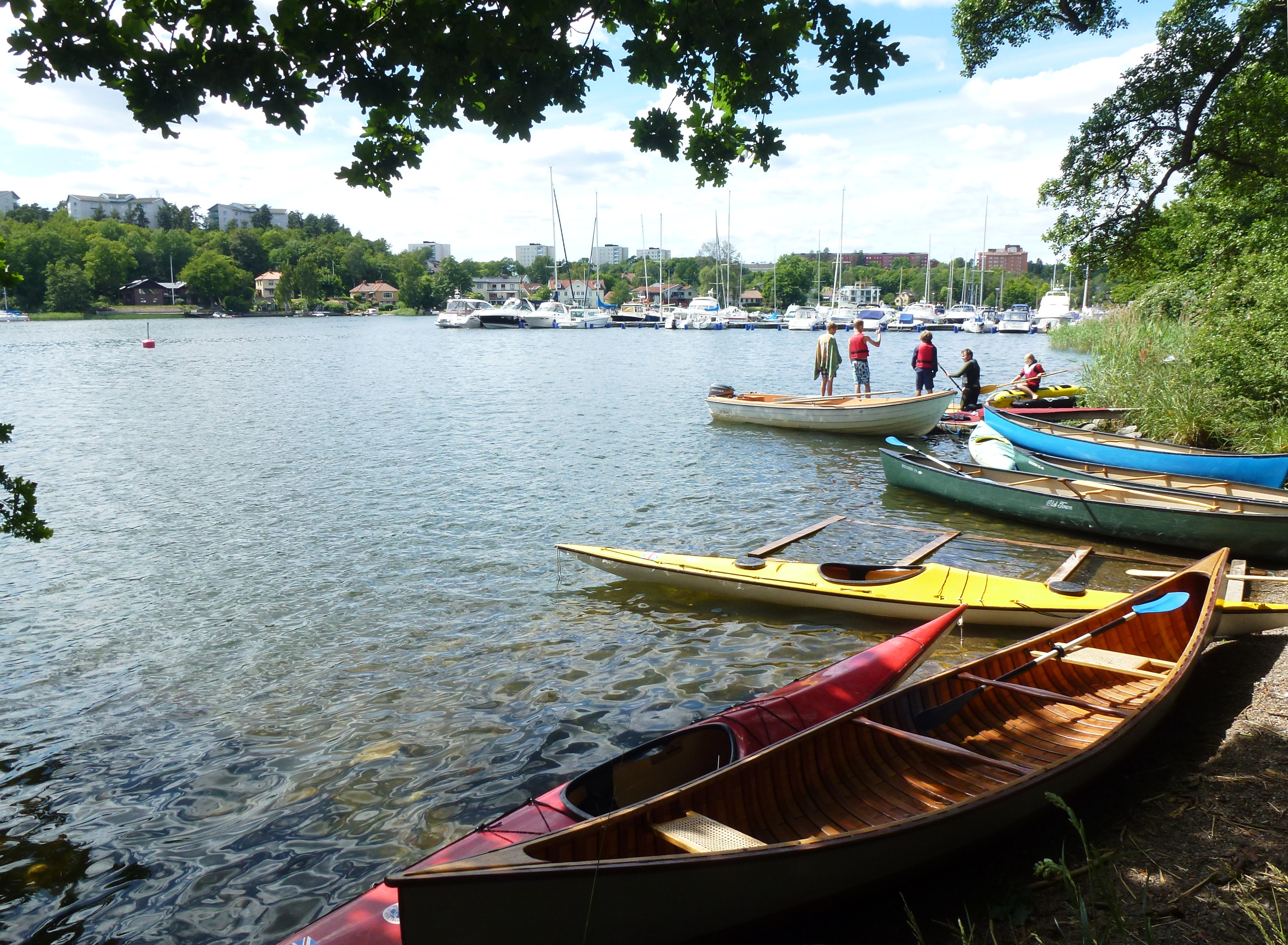
Stocksundet sett från ost (Cedergrenska parken)
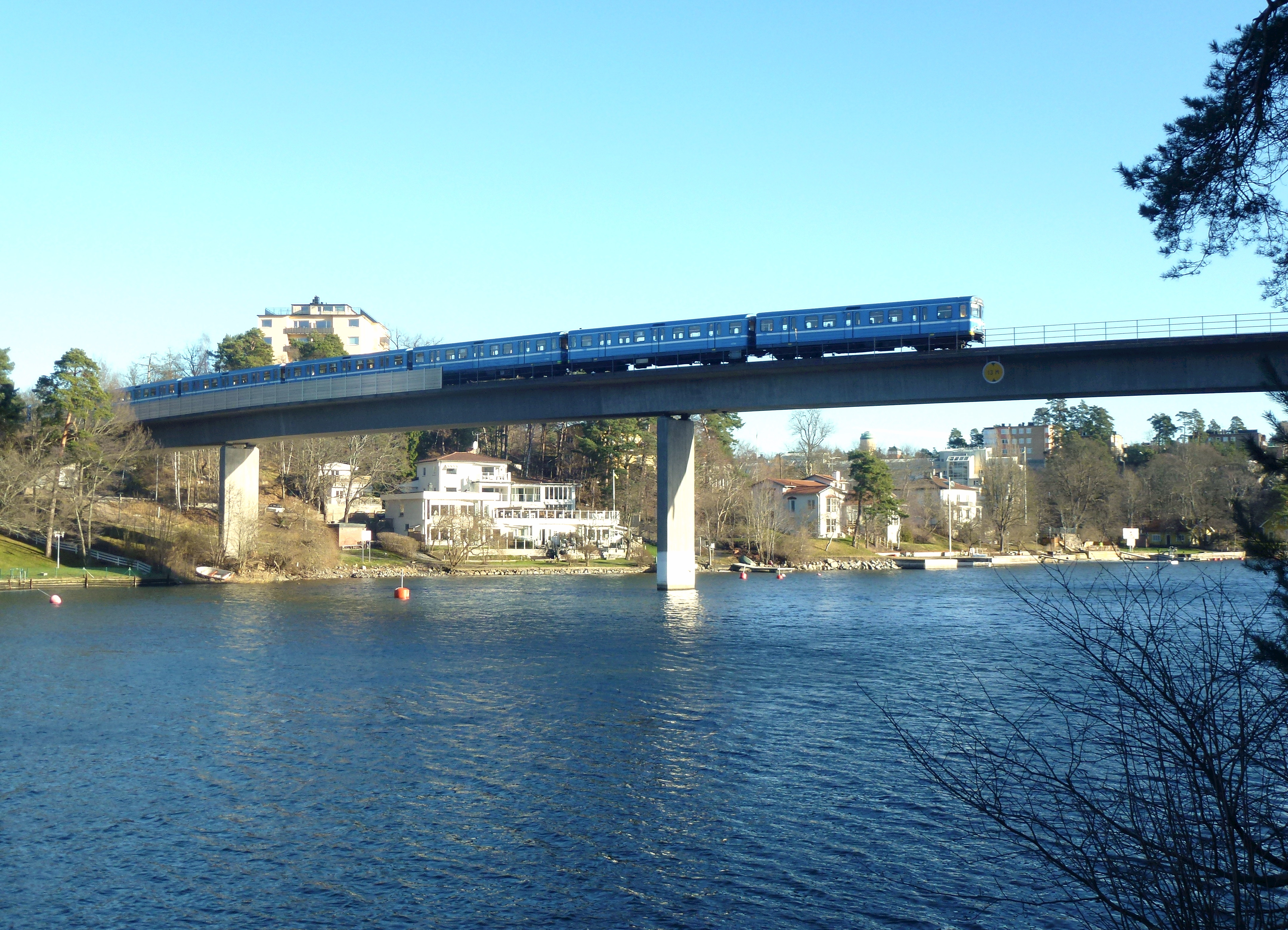
Stocksundet sett från väst (Tunnelbanebron)
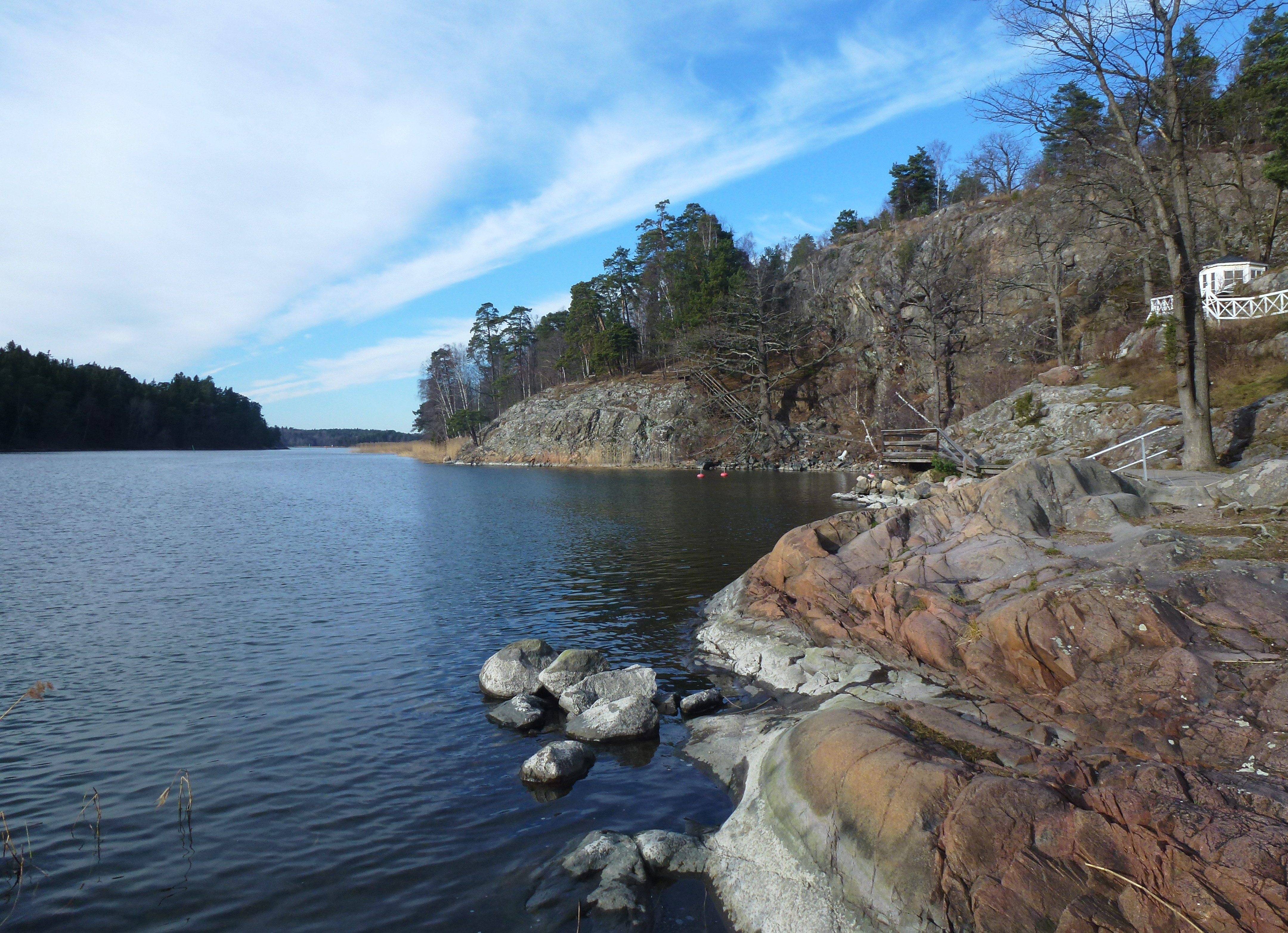
Stocksundet sett mot väst (Calles klimp)